# Europejski Dzień Kontroli Prędkości

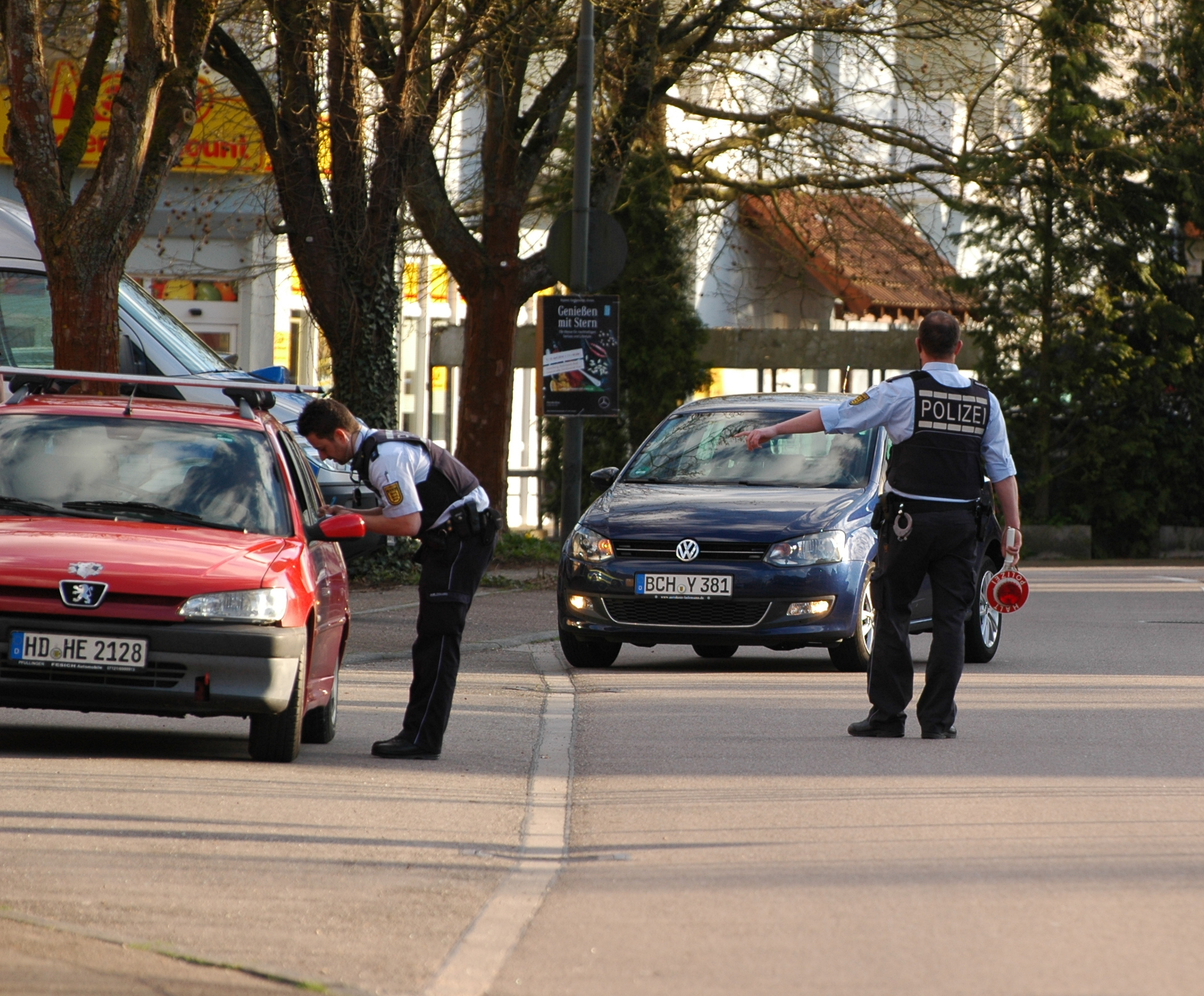

Europejski Dzień Kontroli Prędkości – obchodzony 16 kwietnia dzień poświęcony kontrolom prędkości na europejskich drogach. W ten dzień należy spodziewać się zwiększonych liczby kontroli na drogach.
Został on ustanowiony przez Komisję Europejską w ramach strategii mającej na celu zwrócenie uwagi na kwestie bezpieczeństwa na drodze, oraz w celu zmniejszenia liczby ofiar wypadków drogowych w całej Unii Europejskiej.